# Герб Бухарской народной советской республики
Герб Бухарской народной советской республики — являлся с 1921 по 1924 год, наряду с флагом, официальным символом Бухарской народной советской республики. Герб был принят 23 сентября 1921 года Всебухарским Курултаем. Данный герб, наряду с флагом был упразднён в 1924 году в связи с упразднением БНСР и образованием Бухарской Советской Социалистической Республики и с последующем его размежеванием между тремя новообразованными советскими республиками: Узбекской ССР, Туркменской ССР и Таджикской АССР.

## Описание
23 сентября 1921 года Второй Всебухарский Курултай принял и утвердил Конституцию Бухарской народной советской республики. Согласно описанию в статье 78 Конституции БНСР:
Государственный герб Б.Н.С.Р. состоит из изображения на красном фоне зеленого снопа джугары с воткнутым в него золотым серпом. В верхней части герба над снопом помещается серп полумесяца, внутри которого находится золотая пятиконечная звезда. Сноп окружен надписью: "Бухарская Народная Советская Республика".